# ثوم روسو
ثوم روسو (بالإنجليزية: Thom Russo)‏ هو كاتب أغاني ومنتج أسطوانات أمريكي، ولد في 31 ديسمبر 1969 في كليفلاند في الولايات المتحدة.

## وصلات خارجية
- الموقع الرسمي
- ثوم روسو على موقع IMDb (الإنجليزية)
- ثوم روسو على موقع ميوزك برينز (الإنجليزية)
- ثوم روسو على موقع أول ميوزيك (الإنجليزية)
- ثوم روسو على موقع ديسكوغز (الإنجليزية)